# بوکا دو آکر
بوکا دو آکر (به پرتغالی: Boca do Acre) یک منطقهٔ مسکونی در برزیل است که در آمازوناس (برزیل) واقع شده‌است. بوکا دو آکر ۳۴٬۶۳۵ نفر جمعیت دارد.